# Wielka Brytania na Zimowych Igrzyskach Olimpijskich 1988
Wielką Brytanię na Zimowych Igrzyskach Olimpijskich 1988 reprezentowało 47 zawodników: trzydziestu czterech mężczyzn i trzynaście kobiet. Był to piętnasty start reprezentacji Wielkiej Brytanii na zimowych igrzyskach olimpijskich.

## Skład reprezentacji

### Narciarstwo alpejskie
Mężczyźni
| Zawodnik        | Konkurencja   | Wyścig 1     | Wyścig 2     | Suma         | Suma    |
| Zawodnik        | Konkurencja   | Czas         | Czas         | Czas         | Miejsce |
| --------------- | ------------- | ------------ | ------------ | ------------ | ------- |
| Ronald Duncan   | Zjazd         |              |              | 2:07.88      | 37      |
| Graham Bell     | Zjazd         |              |              | 2:04.56      | 23      |
| Martin Bell     | Zjazd         |              |              | 2:02.49      | 8       |
| Graham Bell     | Supergigant   |              |              | 1:48.98      | 35      |
| Martin Bell     | Supergigant   |              |              | 1:48.82      | 34      |
| Nigel Smith     | Supergigant   |              |              | 1:47.15      | 29      |
| Graham Bell     | Slalom gigant | Nie ukończył | –            | Nie ukończył | –       |
| Morgan Jones    | Slalom gigant | Nie ukończył | –            | Nie ukończył | –       |
| Robbie Hourmont | Slalom gigant | 1:13.54      | Nie ukończył | Nie ukończył | –       |
| Martin Bell     | Slalom gigant | 1:12.64      | 1:09.72      | 2:22.36      | 41      |
| Morgan Jones    | Slalom        | Nie ukończył | –            | Nie ukończył | –       |
| Robbie Hourmont | Slalom        | 58.21        | 53.38        | 1:51.59      | 21      |

Kombinacja mężczyzn
| Zawodnik      | Zjazd   | Slalom            | Slalom | Suma              | Suma    |
| Zawodnik      | Czas    | Czas 1            | Czas 2 | Punkty            | Miejsce |
| ------------- | ------- | ----------------- | ------ | ----------------- | ------- |
| Ronald Duncan | 1:53.40 | Nie ukończył      | –      | Nie ukończył      | –       |
| Graham Bell   | 1:50.25 | Zdyskwalifikowany | –      | Zdyskwalifikowany | –       |
| Martin Bell   | 1:49.54 | 1:24.34           | 50.49  | 422.79            | 26      |

Kobiety
| Zawodniczka    | Konkurencja   | Wyścig 1          | Wyścig 2      | Suma              | Suma    |
| Zawodniczka    | Konkurencja   | Cza               | Czas          | Czas              | Miejsce |
| -------------- | ------------- | ----------------- | ------------- | ----------------- | ------- |
| Clare Booth    | Zjazd         |                   |               | 1:32.50           | 25      |
| Wendy Lumby    | Zjazd         |                   |               | 1:29.76           | 22      |
| Clare Booth    | Supergigant   |                   |               | 1:26.27           | 35      |
| Wendy Lumby    | Supergigant   |                   |               | 1:24.36           | 31      |
| Wendy Lumby    | Slalom gigant | Zdyskwalifikowana | –             | Zdyskwalifikowana | –       |
| Sarah Lewis    | Slalom gigant | Nie ukończyła     | –             | Nie ukończyła     | –       |
| Lesley Beck    | Slalom gigant | Nie ukończyła     | –             | Nie ukończyła     | –       |
| Ingrid Grant   | Slalom gigant | 1:06.52           | Nie ukończyła | Nie ukończyła     | –       |
| Kirstin Cairns | Slalom        | Nie ukończyła     | –             | Nie ukończyła     | –       |
| Sarah Lewis    | Slalom        | Nie ukończyła     | –             | Nie ukończyła     | –       |
| Lesley Beck    | Slalom        | 51.70             | Nie ukończyła | Nie ukończyła     | –       |

Kombinacja kobiet
| Zawodniczka | Zjazd   | Slalom        | Slalom | Suma          | Suma    |
| Zawodniczka | Czas    | Czas 1        | Czas 2 | Punkty        | Miejsce |
| ----------- | ------- | ------------- | ------ | ------------- | ------- |
| Clare Booth | 1:20.58 | Nie ukończyła | –      | Nie ukończyła | –       |
| Wendy Lumby | 1:19.86 | 44.59         | 46.43  | 138.06        | 19      |

### Biathlon
Mężczyźni
| Konkurencja  | Zawodnik    | Pudła | Cza     | Miejsce |
| ------------ | ----------- | ----- | ------- | ------- |
| 10 km Sprint | Trevor King | 5     | 30:00.5 | 61      |
| 10 km Sprint | Mark Langin | 5     | 29:52.1 | 60      |
| 10 km Sprint | Carl Davies | 2     | 28:12.1 | 45      |
| 10 km Sprint | Mike Dixon  | 0     | 26:53.3 | 21      |

| Konkurencja   | Zawodnik    | Czas      | Pudła | Skorygowany czas | Miejsce |
| ------------- | ----------- | --------- | ----- | ---------------- | ------- |
| Bieg na 20 km | Mark Langin | 1'01:50.3 | 4     | 1'05:50.3        | 53      |
| Bieg na 20 km | Trevor King | 58:37.9   | 6     | 1'04:37.9        | 47      |
| Bieg na 20 km | Carl Davies | 58:54.1   | 3     | 1'01:54.1        | 28      |
| Bieg na 20 km | Mike Dixon  | 57:32.4   | 2     | 59:32.4          | 13      |

Sztafeta mężczyzn 4 x 7,5 km
| Zawodnicy                                      | Wyścig | Wyścig    | Wyścig  |
| Zawodnicy                                      | Pudła  | Czas      | Miejsce |
| ---------------------------------------------- | ------ | --------- | ------- |
| Mike Dixon Mark Langin Carl Davies Trevor King | 5      | 1'31:44.6 | 13      |

### Bobsleje
| Osada | Zawodnicy                   | Konkurencja | Ślizg 1 | Ślizg 1 | Ślizg 2 | Ślizg 2 | Ślizg 3 | Ślizg 3 | Ślizg 4 | Ślizg 4 | Suma    | Suma    |
| Osada | Zawodnicy                   | Konkurencja | Czas    | Miejsce | Czas    | Miejsce | Czas    | Miejsce | Czas    | Miejsce | Czas    | Miejsce |
| ----- | --------------------------- | ----------- | ------- | ------- | ------- | ------- | ------- | ------- | ------- | ------- | ------- | ------- |
| GBR-1 | Tom De La Hunty Alec Leonce | Dwójki      | 57.83   | 8       | 59.77   | 11      | 1:00.91 | 15      | 59.50   | 10      | 3:58.01 | 12      |
| GBR-2 | Mark Tout David Armstrong   | Dwójki      | 58.10   | 12      | 1:00.31 | 20      | 1:01.11 | 20      | 59.87   | 15      | 3:59.39 | 18      |

| Osada | Zawodnicy                                                   | Konkurencja | Ślizg 1 | Ślizg 1 | Ślizg 2 | Ślizg 2 | Ślizg 3 | Ślizg 3 | Ślizg 4 | Ślizg 4 | Suma    | Suma    |
| Osada | Zawodnicy                                                   | Konkurencja | Czas    | Miejsce | Czas    | Miejsce | Czas    | Miejsce | Czas    | Miejsce | Czas    | Miejsce |
| ----- | ----------------------------------------------------------- | ----------- | ------- | ------- | ------- | ------- | ------- | ------- | ------- | ------- | ------- | ------- |
| GBR-1 | Mark Tout David Armstrong Lenny Paul Audley Richards        | Czwórki     | 57.22   | 16      | 58.26   | 17      | 56.86   | 14      | 57.56   | 5       | 3:49.90 | 12      |
| GBR-2 | Tom De La Hunty Colin Rattigan George Robertson Alec Leonce | Czwórki     | 57.81   | 22      | 58.13   | 15      | 56.74   | 12      | 58.59   | 20      | 3:51.27 | 17      |

### Biegi narciarskie
Mężczyźni
| Konkurencja                     | Zawodnik          | Wyścig    | Wyścig  |
| Konkurencja                     | Zawodnik          | Czs       | Miejsce |
| ------------------------------- | ----------------- | --------- | ------- |
| Bieg na 15 km stylem klasycznym | Ron Howden        | 50:47.4   | 73      |
| Bieg na 15 km stylem klasycznym | Martin Watkins    | 49:16.6   | 65      |
| Bieg na 15 km stylem klasycznym | Patrick Winterton | 48:36.0   | 60      |
| Bieg na 15 km stylem klasycznym | John Spotswood    | 45:47.3   | 38      |
| Bieg na 30 km stylem klasycznym | Ewan McKenzie     | 1'40:06.7 | 67      |
| Bieg na 30 km stylem klasycznym | Patrick Winterton | 1'39:57.6 | 66      |
| Bieg na 30 km stylem klasycznym | Martin Watkins    | 1'38:30.3 | 61      |
| Bieg na 30 km stylem klasycznym | John Spotswood    | 1'36:42.7 | 54      |
| Bieg na 50 km stylem dowolnym   | Ewan McKenzie     | 2'24:58.2 | 55      |
| Bieg na 50 km stylem dowolnym   | Martin Watkins    | 2'24:48.3 | 54      |

Sztafeta mężczyzn 4 x 10 km
| Zawodnicy                                                | Wyścig    | Wyścig  |
| Zawodnicy                                                | Czas      | Miejsce |
| -------------------------------------------------------- | --------- | ------- |
| John Spotswood Ewan McKenzie Martin Watkins Andrew Wylie | 1'59:39.3 | 16      |

Kobiety
| Konkurencja                     | Zawodniczka     | Wyścig    | Wyścig  |
| Konkurencja                     | Zawodniczka     | Czas      | Miejsce |
| ------------------------------- | --------------- | --------- | ------- |
| Bieg na 5 km stylem klasycznym  | Jean Watson     | 18:54.1   | 53      |
| Bieg na 5 km stylem klasycznym  | Louise McKenzie | 18:41.8   | 52      |
| Bieg na 10 km stylem klasycznym | Jean Watson     | 37:54.0   | 50      |
| Bieg na 10 km stylem klasycznym | Louise McKenzie | 36:58.7   | 49      |
| 20 km F                         | Louise McKenzie | 1'11:07.3 | 52      |

### Łyżwiarstwo figurowe
Mężczyźni
| Zawodnik      | Konkurencja | CF | SP | FS | TFP  | Miejsce |
| ------------- | ----------- | -- | -- | -- | ---- | ------- |
| Paul Robinson | Soliści     | 16 | 21 | 18 | 36.0 | 18      |

Kobiety
| Zawodniczka   | Konkurencja | CF | SP | FS | TFP  | Miejsce |
| ------------- | ----------- | -- | -- | -- | ---- | ------- |
| Gina Fulton   | Solistki    | 24 | 24 | 23 | 47.0 | 23      |
| Joanne Conway | Solistki    | 8  | 18 | 16 | 28.0 | 12      |

Pary
| Zawodnicy                  | Konkurencja   | SP | FS | TFP  | Miejsce |
| -------------------------- | ------------- | -- | -- | ---- | ------- |
| Lisa Cushley Neil Cushley  | Para taneczna | 14 | 13 | 20.0 | 13      |
| Cheryl Peake Andrew Naylor | Para taneczna | 12 | 12 | 18.0 | 12      |

Taniec na lodzie
| Zawodnicy                | Konkurencja      | CD | OD | FD | TFP  | Miejsce |
| ------------------------ | ---------------- | -- | -- | -- | ---- | ------- |
| Sharon Jones Paul Askham | Taniec na lodzie | 13 | 13 | 13 | 26.0 | 13      |

### Saneczkarstwo
Mężczyźni
| Zawodnik        | Ślizg 1 | Ślizg 1 | Ślizg 2 | Ślizg 2 | Ślizg 3 | Ślizg 3 | Ślizg 4 | Ślizg 4 | Suma     | Suma    |
| Zawodnik        | Czas    | Miejsce | Czas    | Miejsce | Czas    | Miejsce | Czas    | Miejsce | Czas     | Miejsce |
| --------------- | ------- | ------- | ------- | ------- | ------- | ------- | ------- | ------- | -------- | ------- |
| Stephen Brialey | 49.689  | 34      | 48.687  | 31      | 47.568  | 20      | 47.677  | 21      | 3:13.621 | 30      |
| Nick Ovett      | 48.181  | 30      | 48.163  | 30      | 48.518  | 27      | 48.446  | 30      | 3:13.308 | 28      |
| Macleod Nicol   | 47.701  | 27      | 47.679  | 24      | 47.569  | 21      | 48.008  | 23      | 3:10.957 | 22      |

(Mężczyźni) Dwójki
| Zawodnicy                  | Ślizg 1 | Ślizg 1 | Ślizg 2 | Ślizg 2 | Suma     | Suma    |
| Zawodnicy                  | Czas    | Miejsce | Czas    | Miejsce | Czas     | Miejsce |
| -------------------------- | ------- | ------- | ------- | ------- | -------- | ------- |
| Stephen Brialey Nick Ovett | 46.912  | 15      | 47.764  | 15      | 1:34.676 | 15      |

Kobiety
| Zawodniczka    | Ślizg 1 | Ślizg 1 | Ślizg 2 | Ślizg 2 | Ślizg 3 | Ślizg 3 | Ślizg 4 | Ślizg 4 | Suma     | Suma    |
| Zawodniczka    | Czas    | Miejsce | Czas    | Miejsce | Czas    | Miejsce | Czas    | Miejsce | Czas     | Miejsce |
| -------------- | ------- | ------- | ------- | ------- | ------- | ------- | ------- | ------- | -------- | ------- |
| Alyson Wreford | 49.888  | 24      | 48.247  | 20      | 47.849  | 18      | 47.726  | 20      | 3:13.730 | 20      |

### Skoki narciarskie
| Zawodnik      | Konkurencja       | Skok 1    | Skok 1 | Skok 2    | Skok 2 | Suma | Suma    |
| Zawodnik      | Konkurencja       | Odległość | Nota   | Odległość | Nota   | Nota | Miejsce |
| ------------- | ----------------- | --------- | ------ | --------- | ------ | ---- | ------- |
| Eddie Edwards | Skocznia normalna | 55.0      | 34.1   | 55.0      | 35.1   | 69.2 | 58      |
| Eddie Edwards | Skocznia duża     | 71.0      | 30.0   | 67.0      | 27.5   | 57.5 | 55      |

### Łyżwiarstwo szybkie
Mężczyźni
| Konkurencja     | Zawodnik       | Wyścig   | Wyścig  |
| Konkurencja     | Zawodnik       | Czas     | Miejsce |
| --------------- | -------------- | -------- | ------- |
| Bieg na 1000 m  | Julian Green   | 1:57.30  | 36      |
| Bieg na 1000 m  | Craig McNicoll | 1:18.60  | 34      |
| Bieg na 1500 m  | Craig McNicoll | 2:01.89  | 38      |
| Bieg na 1500 m  | Julian Green   | 1:59.41  | 37      |
| Bieg na 5000 m  | Craig McNicoll | 7:34.14  | 38      |
| Bieg na 5000 m  | Julian Green   | 7:13.20  | 37      |
| Bieg na 10000 m | Julian Green   | 14:59.53 | 30      |